# Tibava
Tibava (in ungherese: Tiba) è un comune della Slovacchia facente parte del Distretto di Sobrance, nella regione di Košice.